# Гарменже
Гарменже (пол. Harmęże) — село в Польщі, у гміні Освенцим Освенцимського повіту Малопольського воєводства.
Населення — 607 осіб (2011).

## Історія
У 1975-1998 роках село належало до Бельського воєводства, підпорядковувалося районній адміністрації в Освенцимі.

## Демографія
Демографічна структура станом на 31 березня 2011 року:
|          | Загалом | Допрацездатний вік | Працездатний вік | Постпрацездатний вік |
| -------- | ------- | ------------------ | ---------------- | -------------------- |
| Чоловіки | 314     | 71                 | 220              | 23                   |
| Жінки    | 293     | 40                 | 195              | 58                   |
| Разом    | 607     | 111                | 415              | 81                   |